# Аналитический этюд
Аналитический этюд — шахматный этюд, в решении которого аналитические элементы преобладают над художественными. Разрабатывает преимущественно простые эндшпильные позиции, имеющие значение для теории окончаний; варианты аналитического этюда, лишённые эффектных продолжений, напоминают подробный анализ окончания из практической партии. Видные представители: Б. Горвиц, Й. Клинг, И. Бергер, А. Ринк, А. Шерон, В. Гальберштадт, А. Мандлер. 